# Donna Harrington
Donna Harrington (29 settembre 1966) è un'ex cestista statunitense.
Ala di 181 cm, ha giocato in Serie A1 con Palermo.

## Palmarès
- Campionessa NCAA (1985)